# Amore scusami
Amore scusami è un album in studio della cantante franco-italiana Dalida, pubblicato nel 1964 da Barclay.

## Tracce
Lato A
1. Amore scusami
2. La valse des vacances
3. Allô... tu m'entends?
4. Je n'ai jamais pu t'oublier

Lato B
1. Chaque instant de chaque jour
2. Je t'aime
3. À chacun sa chance
4. Ne lis pas cette lettre